# Velbastaður
Velbastaður (duń. Velbestad, IPA: vɛlbaˌstɛavʊɹ) – miejscowość na Wyspach Owczych archipelagu wysp wulkanicznych, położonym na Morzu Norweskim, który stanowi duńskie terytorium zależne. Administracyjnie leży w gminie Tórshavn. We wsi zamieszkuje 223 osoby.

## Pochodzenie nazwy
Velbastaður jest jedyną miejscowością na Wyspach Owczych, w której nazwie występuje przyrostek -staður, oznaczający miejsce. Pierwsza część nazwy może się natomiast odnosić do staronordyjskiego określenia pogańskiej świątyni (Vé), co można odnaleźć także w innych mianach miejscowości na terenie Skandynawii, jak Vebbestad oraz Veibust w Norwegii. Wieś ta znajduje się w centrum archipelagu, w pobliżu zarówno miejsca zgromadzeń lokalnego tingu - Tórshavn, jak i późniejszego centrum religijnego - Kirkjubøur, co przemawia za potencjalną lokalizacją pogańskiej świątyni właśnie w Velbastaður. 

## Położenie
Miejscowość znajduje się na południowo-zachodnim wybrzeżu wyspy Streymoy, nad wodami cieśniny Hestsfjørður, za którą widoczne są dwie kolejne wyspy - Hestur i Koltur. Na północny zachód od Velbastaður znajduje się wzniesienie ze szczytem Fjallið (417 m n.p.m.), a na północny wschód Tvørfelli (273 m n.p.m.). Kolejne wzniesienie znajduje się na zachód. Przez wieś przepływa niewielka rzeka, zwana Mígandalsá. Miejscowość składa się z dwóch większych części - Norðuri á Heyggi i Úti á Heyggi oraz mniejszej á Steinum.

## Informacje ogólne

### Populacja
Według szacunków z 1 stycznia 2016 roku wieś zamieszkuje 223 mieszkańców. W 1985 liczba ta wynosiła 92. Od tamtej pory rozpoczął się przyrost populacji Velbastaður do 97 osób w 1986, 125 w 1988 i 135 w 1989. Następnie liczba mieszkańców zaczęła maleć do 130 ludzi w 1991 i ponownie wzrosła do 138 w 1993. Był to jednak krótkotrwały przyrost i populacja ponownie zaczęła maleć, głównie z powodu kryzysu gospodarczego, który miał miejsce na Wyspach Owczych w latach 90. XX wieku. W 1995 mieszkało tam 130 osób, a w 1997 126. Od tamtej pory liczba osób zamieszkujących Velbastaður rośnie z krótkimi okresami spadku (2000, 2008, 2013–2014). Powyżej 150 mieszkańców odnotowano po raz pierwszy w roku 2004 (153 osoby), a ponad 200 w 2011 (214).
Współczynnik feminizacji w miejscowości wynosi prawie 91 kobiet na 100 mężczyzn. 33,7% mieszkańców stanowią osoby poniżej osiemnastego roku życia, a ludzie w wieku poprodukcyjnym niemal 9%.

### Transport
Przez miejscowość przebiega droga numer 12, która rozpoczyna swój bieg w Kirkjubøur i kończy go w Tórshavn. Do Velbastaður dociera także trasa numer 58 z Syðradalur. Przez miejscowość przebiega trasa autobusu linii 101 państwowego przedsiębiorstwa transportowego Strandfaraskip Landsins, jednak nie ma tam przystanku.

## Historia
Miejscowość uznawana jest za jedną z najstarszych na Wyspach Owczych, co potwierdzają znaleziska archeologiczne. Obecnie większość miejsc zamieszkałych w czasach wikingów została pochłonięta przez morze. W 2016 roku w czasie wykopalisk archeologicznych na terenie wsi odnaleziono fragment anglosaskiego srebrnego feninga z czasów Edwarda Starszego. Na pewien czas wieś została opuszczona po tym, jak większość jej mieszkańców zginęła w 1349 podczas plagi czarnej śmierci. Po raz pierwszy nazwa miejscowości pojawia się w źródłach pisanych w Jarðarbókin z 1584 roku, jako Valbøsted.
W 1776 roku Velbastaður odbyły się pierwsze na Wyspach Owczych badania archeologiczne, prowadzone przez Nicolaia Mohra oraz Jensa Christiana Svabo. Nie przyniosły jednak one wielu rezultatów.
Od 1986 roku w miejscowości działa centrum leczenia alkoholizmu, zwane Heilbrigdid. Mieszczą się tam także dwie szkoły oraz przedszkole.

## Urodzeni w Velbastaður
- Dánjal Pauli Danielsen (ur. 2 grudnia 1919, zm. 24 grudnia 2010) – farerski polityk, członek partii Fólkaflokkurin, minister różnych resortów parlamentu Wysp Owczych w latach 1975–1981.